# USS Sterett (DDG-104)
USS Sterett (DDG-104) —  ескадрений міноносець КРО типу «Арлі Берк» ВМС США, серії IIa з 127/62-мм АУ. П'ятдесят четвертий корабель цього типу в складі ВМС, будівництво яких було схвалено Конгресом США..

## Назва
Есмінець став четвертим кораблем військово-морського флоту США, який був названий на честь Ендрю Стеретта, військово-морського офіцера, який служив під час Квазі-війни і берберійської війни.

## Будівництво
Контракт на будівництво був підписаний 13 вересня 2002 року  з корпорацією Bath Iron Works яка розташована в Баті, штат Мен. Церемонія закладання кіля відбулася 17 листопада 2005 року. Церемонія хрещення відбулася 19 травня 2007 року. Хрещеною матір'ю корабля стала Мішель Стеретт Бернсон, сімейний нащадок Ендрю  Стеретта, який сам не мав дітей. 20 травня був спущений на воду. 9 серпня 2008 року було введено в експлуатацію під час церемонії в Балтіморі, штат Меріленд. Порт приписки Сан-Дієго, штат Каліфорнія.

## Бойва служба

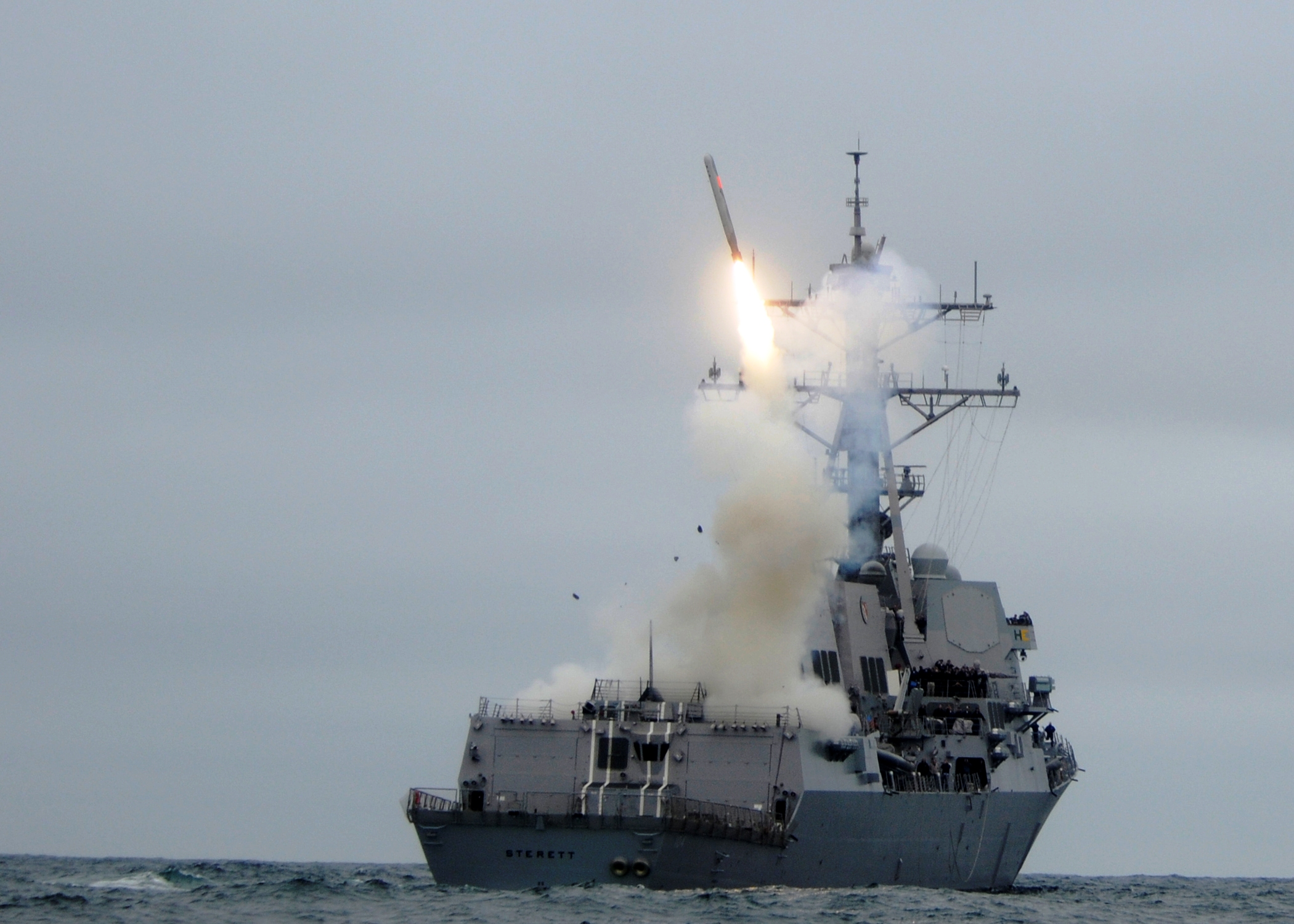
Есмінець USS Sterett (DDG 104) запускає ракету Tomahawk під час випробувань зброї.(23 червня 2010 р.)

22 жовтня 2010 року залишив порт приписки Сан-Дієго для свого першого розгортання в зоні відповідальності 5-го і 7-го флоту США в складі ударної групи авіаносця USS «Abraham Lincoln» (CVN 72). 22 лютого 2011 піддався нападу без попередження сомалійськими піратами, які використали гранатомети, під час переговорів з піратами про випуск чотирьох заручників в США, які в кінцевому підсумку були вбиті. 27 квітня повернувся в порт приписки.
6 грудня 2011 року залишив порт приписки для запланованого розгортання в складі ударної групи авіаносця USS «Abraham Lincoln» (CVN 72) в зоні відповідальності 5-го флоту США, з якого повернувся 5 липня 2012 року.
13 лютого 2013 року розпочав проходження тримісячного ремонту на верфі компанії Huntington Ingalls Industries в Сан-Дієго. 14 травня завершив проходження морських випробувань.
22 серпня 2014 року залишив Сан-Дієго для запланованого розгортання на Близькому Сході, з якого повернувся 4 червня 2015 року.

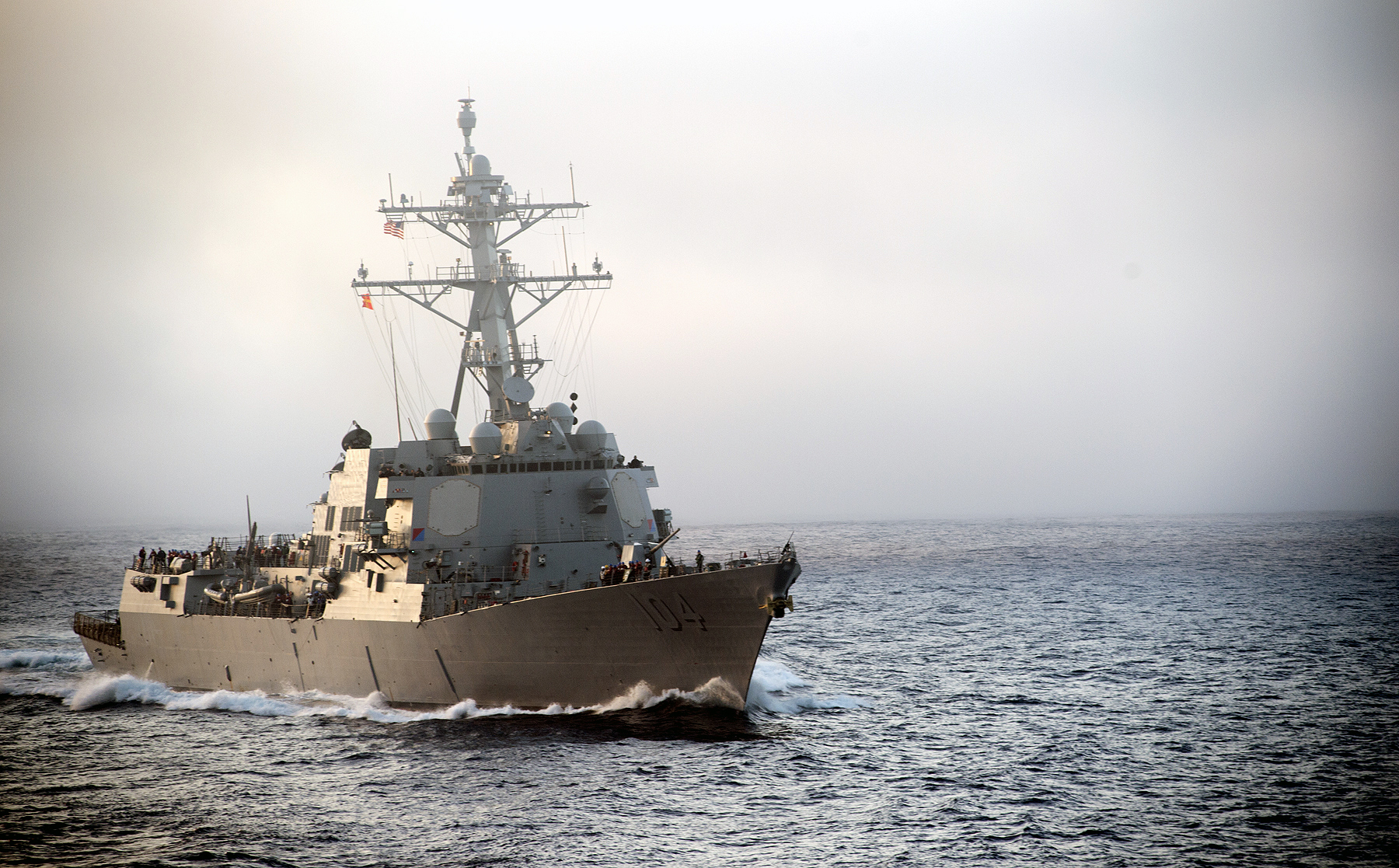
USS Sterett (DDG 104) в Тихому океані (8 листопада 2016 р.)

23 червня 2015 року компанія BAE Systems отримала 13,6 млн доларів США за раніше укладеним контрактом на проведення обмеженого ремонту на верфі в Сан-Дієго, який повинен був завершений в лютому 2016 року. 10 серпня прибув на корабельню BAE Systems для проведення шестимісячного ремонту, після завершення якого повернувся в порт приписки 12 лютого 2016 року.
Протягом 2016 року брав участь в підготовці до майбутнього розгортання.
31 березня 2017 року залишив порт приписки Сан-Дієго для запланованого розгортання в західній частині Тихого океану в складі групи Sterett-Dewey Surface Action Group (Sterett-Dewey SAG). 29 квітня прибув з чотириденним візитом до Гонконгу, Китай. З 25 по 26 травня, під час транзитного переходу в Андаманському морі, взяв участь у вправі, що проводиться в рамках навчання «Guardian Sea 2017». 12 червня прибув з візитом в Чжаньцзян, Китай.  28 серпня повернеться в порт приписки Сан-Дієго.
06 лютого 2018 року залишив порт приписки Сан-Дієго для запланованого розгортання в Індо-Тихоокеанському регіоні. 27 березня прибув з візитом в Гонконг.

## У популярній культурі
USS Sterett послужив однією з локацій для зйомок телевізійного серіалу TNT Останній корабель.